# Цуй Хао
Цуй Ха́о (кит. трад. 崔顥, упр. 崔颢, пиньинь Cuī Hào; 704—754) — китайский поэт времён империи Тан. Четыре стихотворения вошли в антологию Триста танских поэм.

## Биография
Родился в Кайфэне, сдал государственные экзамены в 723. Будучи чиновником, много путешествовал, особенно в период между 723—744 годами. В поэзии преобладали три темы: женщины, пограничные кордоны и картины природы. Поначалу жизнь его была довольно обыденной. Вместе с Ван Вэем совершенствовал поэтическую форму ши. Позднее приобрёл плохую репутацию, несколько раз женился. Распущенность позднее отразилась и в его поэзии.

## Поэзия
Сохранилось 41 стихотворение, среди них 15 на тему «женщины» и столько же на две темы «кордоны» и «природа». Самое известное из них — «Башня Жёлтого Журавля», посвящённая одноимённому зданию в Ухане.

《黃鶴昔》
昔人已乘黃鶴去，此地空余黃鶴樓。
黃鶴一去不復返，白雲千載空悠悠。
晴川歷歷漢陽樹，芳草萋萋鸚鵡洲。
日暮鄉關何處是？煙波江上使人愁。

На башне желтого аиста
Тот, что жил прежде, уже, взгромоздившись на белую тучу, исчез…
В этой земле бесплодно осталась Желтого Аиста башня.
Желтый тот аист однажды исчез и более не возвратился;
белые тучи уж тысячу лет напрасно идут да идут.
Чистые струи одна за другою в ханьянских деревьях видны;
травы пахучие густо растут здесь среди островка Попугая.
Солнце уж к вечеру… Стены родные — где они, где, скажи?..
Волны в тумане на этой реке в грусть меня повергают.
— Перевод В. Алексеева